# Cola umbratilis
Cola umbratilis é uma espécie de angiospérmica da família Sterculiaceae.
Pode ser encontrada nos seguintes países:  Costa do Marfim e Gana.
Está ameaçada por perda de habitat.